# Henri-Adolphe-Auguste Deglane
Henri Adolphe Auguste Deglane (Parigi, 10 dicembre 1855 – Marquay, 13 maggio 1931) è stato un architetto francese.

## Biografia
Allievo di Louis-Jules André alla École nationale supérieure des beaux-arts di Parigi, espose al Salon des artistes français nel 1880 e poi ottenne una medaglia di 3 classe. Nel 1887 vinse una medaglia di 2 Classe e nel 1888 una medaglia d'onore. Henri Deglane vinse il  Prix de Rome nel 1881. L'oggetto della prova finale era: "Un palazzo, circolo di belle arti". Il giovane vincitore divenne residente dell'Académie de France a Roma, dal 29 gennaio 1882 al 31 dicembre 1885.
Medaglia d'oro all'Esposizione Universale di Parigi del 1889, dal 1890 fu capo del laboratorio di architettura all'Ecole des Beaux-Arts di Parigi.
Per l'Esposizione Universale del 1900, dove vinse un Grand Prix, partecipò alla progettazione e costruzione del Grand Palais, dal 1896 al 1900, curando la navata e la facciata prospiciente Avenue Alexandre-III, attuale avenue Winston-Churchill. Fu allora incaricato della costruzione della galleria Rapp.
Fu nominato ufficiale della Legion d'Onore nel 1900. Proprietario del Castello Laussel, del XV e XVI secolo, lo restaurò completamente agli inizi del XX secolo. Nel 1918 fu eletto membro dell'Académie des beaux-arts.
Sposò la fotografa Louise Deglane, una delle pochissime donne ad usare l'autocromia.

## Opere a Parigi
Costruì :
- 1906: immeuble de rapport e negozi, 90, rue de Grenelle (VII arrondissement)
- 1910: immeuble de rapport, 12 e 12bis, avenue Élisée-Reclus (VII arrondissement)
- 1924: hôtel particulier,  15 rue d'Andigné ( XVI arrondissement)

## Altri monumenti pubblici
Deglane eseguì monumenti dedicati a personalità:
- Lazare Carnot, Nolay (Côte-d'Or).
- Joseph François Dupleix, Landrecies (Nord).
- Bujault, Melle (Deux-Sèvres).
- William Shakespeare da Pierre Fournier, Parigi, angolo boulevard Haussmann/avenue de Messine (scomparso).
- Giovanna d'Arco, Chinon.
- Marie François Sadi Carnot, Angoulême.
- Guy de Maupassant, Parc Monceau (Parigi)
- Il Palazzo Presidenziale di Dakar

### Commissioni private
- Cappella funeraria delle famiglie Rousseau-Lebeault, cimitero Père-Lachaise, vetrate di Jacques Galland.